# World Golf Hall of Fame
World Golf Hall of Fame är världens största golfmuseum och finns i St Augustine, Florida. Det grundades 1974 och låg då i Pinehurst, North Carolina och flyttade till Florida 1998. World Golf Hall of Fame styrs av ett konsortium bestående av 26 golforganisationer från hela världen.

## Kriterier för att bli invald
För att kunna bli invald i World Golf Hall of Fame måste spelaren uppfylla vissa kriterier som skiljer sig åt beroende på var i världen spelaren har eller har haft sin karriär. Röstning om spelaren ska bli invald eller inte utförs av en speciell kommitté.

### PGA TourochChampions Tour
- Kräver 65 procent av det sammanlagda röstresultatet från kommittén.
- Minst 40 år gammal spelare
- Medlem på PGA-touren i minst 10 år
- 10 toursegrar eller 2 segrar i The Masters Tournament, US Open, The Open Championship, PGA Championship eller The Players Championship
- Medlem på Champions Tour i minst fem år
- Sammanlagt 20 segrar på PGA-touren och Champions Tour, eller
  - 5 segrar på PGA-touren och Champions Tour, plus U.S. Senior Open, JELD-WEN Tradition, PGA Seniors' Championship, FORD SENIOR PLAYERS Championship

### Val av internationella spelare
- Kräver 65 procent av kommitténs röster
- Minst 40 år gammal spelare
- Herrar som inte är kvalificerade för inröstning enligt PGA-kriteriet
- Damer som inte kan röstas in genom LPGA Hall of Fame
- Minst 50 poäng enligt WGHOF:s poängsättning:
  - 6 poäng - Majorsegrar (herrar/damer)
  - 4 poäng - Segrare i PLAYERS Championship / övriga amerikanska LPGA-segrar, Womens British Open
  - 3 poäng - PGA-toursegrar, PGA European Tour-segrar
  - 2 poäng - Segrar i Japanska, Sydafrikanska, Australasian, Champions Tour/ Segrar på japanska och europeiska damtourena
  - 1 poäng - Andra nationella mästerskapssegrar; deltagande i Ryder Cup, Presidents Cup / Solheim Cup

### Veterankategori
Professionella spelare och amatörer som hade sin storhetstid före 1974 och som inte har fått den uppmärksamhet som spelaren förtjänade är kvalificerade för att väljas in i denna kategori. Nominering sker årligen av World Golf Hall of Fame Advisory Board (representanter från de 26 golforganisationerna) och medlemmar väljs av WGF Board of Directors.

### LPGA
- Måste ha varit aktiv medlem på LPGA-touren i minst 10 år
- Måste ha vunnit eller belönats med ett av följande:
  - En seger i en LPGA major
  - Vare Trophy
  - Rolex Player of the Year honor
- Måste ha samlat ihop 27 Hall of Fame-poäng, som delas ut enligt följande:
  - 1 poäng för varje seger i en officiell LPGA-tävling
  - 2 poäng för varje seger i en LPGA major
  - 1 poäng för varje Vare Trophy
  - 1 poäng för varje Player of the Year-utmärkelse

### LPGA-veteraner
- Har varit aktiv spelare på LPGA-touren i minst 10 år
- Har varit inaktiv spelare eller ha avslutat sin golfkarriär på LPGA-touren minst fem år före året för nomineringen
- Har vunnit eller belönats med något av följande:
  - En seger i en LPGA major
  - Vare Trophy
  - Rolex Player of the Year
- Har haft en extraordinär karriär som märkbart har påverkat tillväxten på LPGA-touren
- Medlemmar som nomineras av veterankommittén måste ha minst 75 procent av rösterna i LPGA Tournament Division.

### Stora insatser
Denna kategori skapades för att hedra och uppmärksamma speciella insatser för golfen. Kategorin uppmärksammar amatörspelare som är värda uppmärksamhet och insatser som kommer från andra utanför tävlingsgolfen. Nominerade ska ha gjort en stor insats för golfen i paritet med de spelare som väljs in enligt övriga kategorier inom World Golf Hall of Fame. Nominering sker årligen av den internationella valkommittén och kandidaterna väljs av WGF Board of Directors.

## World Golf Hall of Fame, herrar
| År   | Medlem            |
| 1974 | Walter Hagen      |
| 1974 | Ben Hogan         |
| 1974 | Bobby Jones       |
| 1974 | Byron Nelson      |
| 1974 | Jack Nicklaus     |
| 1974 | Francis Ouimet    |
| 1974 | Arnold Palmer     |
| 1974 | Gary Player       |
| 1974 | Gene Sarazen      |
| 1974 | Sam Snead         |
| 1974 | Harry Vardon      |
| 1975 | Willie Anderson   |
| 1975 | Fred Corcoran     |
| 1975 | Joseph C. Dey     |
| 1975 | Chick Evans       |
| 1975 | Tom Morris Jr     |
| 1975 | John Henry Taylor |
| 1976 | Tommy Armour      |
| 1976 | James Braid       |
| 1976 | Tom Morris Sr     |

| År   | Medlem                  |
| 1976 | Jerome Travers          |
| 1977 | Bobby Locke             |
| 1977 | John Ball               |
| 1977 | Herb Graffis            |
| 1977 | Donald Ross             |
| 1978 | Billy Casper            |
| 1978 | Harold Hilton           |
| 1978 | Bing Crosby             |
| 1978 | Clifford Roberts        |
| 1979 | Walter Travis           |
| 1980 | Henry Cotton            |
| 1980 | Lawson Little           |
| 1981 | Ralph Guldahl           |
| 1981 | Lee Trevino             |
| 1982 | Julius Boros            |
| 1983 | Jimmy Demaret           |
| 1983 | Bob Hope                |
| 1986 | Cary Middlecoff         |
| 1987 | Robert Trent Jones, Sr. |
| 1988 | Bob Harlow              |

| År   | Medlem                |
| 1988 | Peter Thomson         |
| 1988 | Tom Watson            |
| 1989 | Jim Barnes            |
| 1989 | Roberto DeVicenzo     |
| 1989 | Raymond Floyd         |
| 1990 | William C. Campbell   |
| 1990 | Gene Littler          |
| 1990 | Paul Runyan           |
| 1990 | Horton Smith          |
| 1992 | Harry Cooper          |
| 1992 | Hale Irwin            |
| 1992 | Chi Chi Rodriguez     |
| 1992 | Richard Tufts         |
| 1996 | Johnny Miller         |
| 1997 | Seve Ballesteros      |
| 1997 | Nick Faldo            |
| 1998 | Lloyd Mangrum         |
| 2000 | Jack Burke            |
| 2000 | Deane Beman           |
| 2000 | Sir Michael Bonallack |

| År   | Medlem          |
| 2000 | Neil Coles      |
| 2000 | John Jacobs     |
| 2001 | Greg Norman     |
| 2001 | Payne Stewart   |
| 2001 | Bernhard Langer |
| 2001 | Allan Robertson |
| 2001 | Karsten Solheim |
| 2002 | Ben Crenshaw    |
| 2002 | Tony Jacklin    |
| 2002 | Tommy Bolt      |
| 2002 | Harvey Penick   |
| 2003 | Nick Price      |
| 2003 | Leo Diegel      |
| 2004 | Charlie Sifford |
| 2004 | Isao Aoki       |
| 2004 | Tom Kite        |
| 2005 | Vijay Singh     |
| 2008 | Peter Dye       |

## World Golf Hall of Fame, damer
| År   | Medlem                     |
| 1951 | Betty Jameson              |
| 1974 | Patty Berg                 |
| 1974 | Babe Zaharias              |
| 1975 | Glenna C. Vare             |
| 1975 | Joyce Wethered             |
| 1976 | Mickey Wright              |
| 1977 | Sandra Haynie              |
| 1977 | Carol Mann                 |
| 1978 | Dorothy Campbell Hurd Howe |
| 1979 | Louise Suggs               |
| 1982 | Kathy Whitworth            |
| 1985 | JoAnne Carner              |
| 1987 | Betsy Rawls                |
| 1989 | Nancy Lopez                |
| 1991 | Pat Bradley                |

| År   | Medlem                 |
| 1993 | Patty Sheehan          |
| 1994 | Dinah Shore            |
| 1995 | Betsy King             |
| 1999 | Amy Alcott             |
| 1999 | Beth Daniel            |
| 2000 | Juli Inkster           |
| 2000 | Judy Rankin            |
| 2001 | Donna Caponi           |
| 2001 | Judy Bell              |
| 2002 | Marlene Bauer Hagge    |
| 2003 | Hisako "Chako" Higuchi |
| 2003 | Annika Sörenstam       |
| 2004 | Marlene Stewart Streit |
| 2005 | Ayako Okamoto          |
| 2005 | Karrie Webb            |